# James Fenimore Cooper

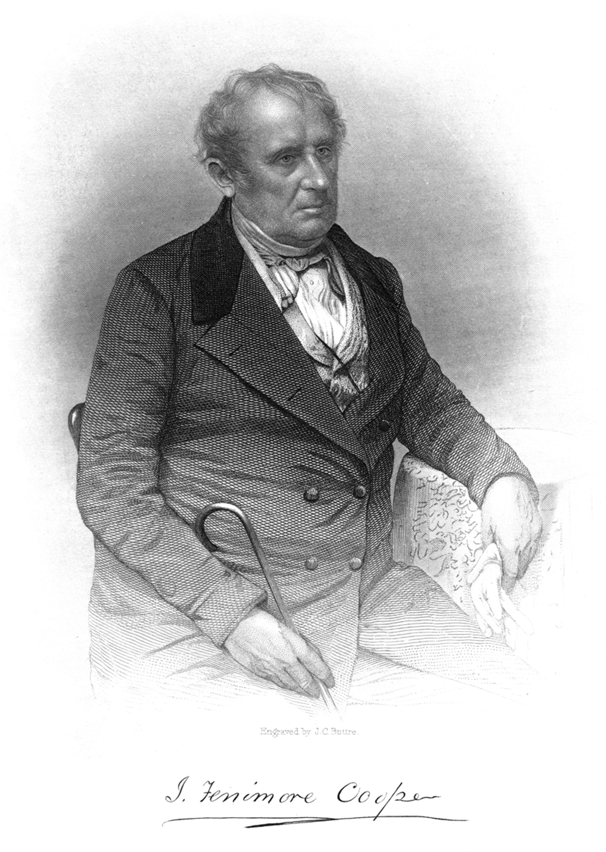
James Fenimore Cooper, portrét od J.C. Butreho.

James Fenimore Cooper (15. září 1789, Burlington, New Jersey – 14. září 1851, Cooperstown, New York) byl americký spisovatel první poloviny 19. století. Populárním se stal především jako autor romantických historicko-dobrodružných románů, z nichž nejznámější je Poslední Mohykán (The Last of the Mohicans), dějově druhá část románové pentalogie Příběhy Kožené punčochy (Leatherstocking Tales).

## Život
Narodil se 15. září roku 1789 v Burlingtonu ve státě New Jersey jako jedenácté dítě (z dvanácti) soudce a člena kongresu Williama Coopera (1754–1809). Když mu byl rok, odstěhovala se rodina k jezeru Otsego ve státě New York, kde jeho otec založil osadu, pojmenovanou po něm Cooperstown
Po absolvování Yaleské univerzity (jako její doposud nejmladší student) ve státě New Hampshire nastoupil Cooper roku 1805 do námořní služby Spojených států. Na počátku své služební dráhy byl přidělen ke službě do oblasti Velkých jezer, kde měl možnost získat znalosti krajů, které se později staly dějištěm mnoha jeho dobrodružných knih.
V roce 1810 se oženil a roku 1811 opustil vojenskou službu. Usadil se na rodinném statku v Cooperstownu a vydal svá první díla, na kterých je znát velký vliv anglického spisovatele Waltra Scotta. Roku 1825 odcestoval do Evropy. Nějaký čas pobyl v Anglii a pak žil jako konzul dva roky ve Francii, procestoval Německo, Švýcarsko a Itálii. Roku 1833 se vrátil do Ameriky a pokračoval ve své literární činnosti. Zemřel 14. září roku 1851.

## Dílo

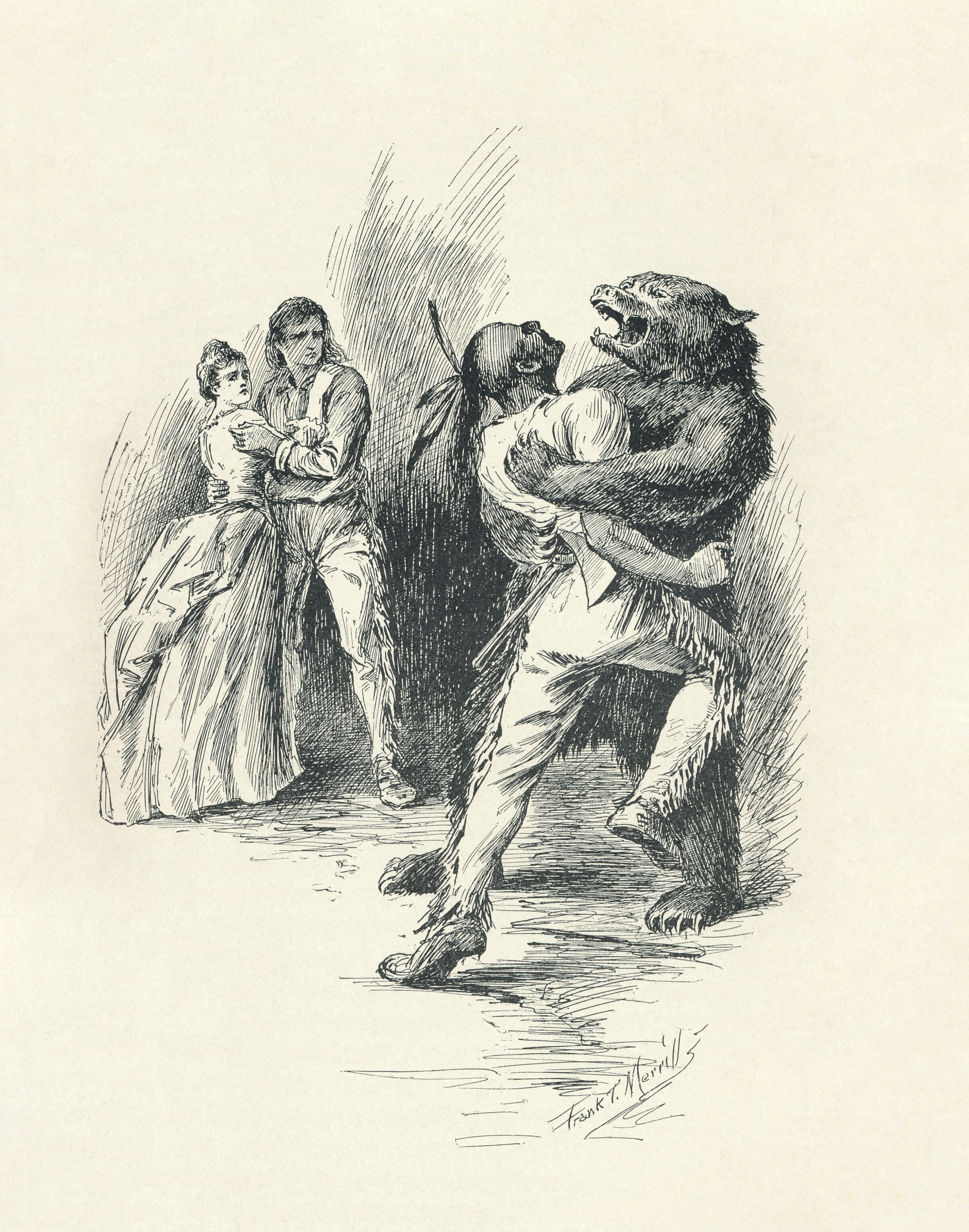
Ilustrace z knihy Poslední Mohykán

Za svůj život napsal celkem třicet tři románů. Svoji literární činnost započal roku 1820 anonymně, když vydal svou ne příliš úspěšnou prvotinu Opatrnost (Precaution), silně ovlivněnou mravoličným dílem anglické spisovatelky Jane Austenové. Ale již jeho druhé dílo z roku 1821, romantický historický román Vyzvědač (The Spy), napsaný v duchu Waltera Scotta a odehrávající se v letech 1780–1781 v období americké války za nezávislost, zaznamenal poměrně slušný úspěch.
Roku 1823 zahájil vydávání své proslulé románové pentalogie Příběhy Kožené punčochy (Leatherstocking Tales) o osudech bílého zálesáka Nattyho Bumppa, a to její dějově čtvrtou částí Průkopníci (The Pioneers). Roku 1823 následoval první americký román s námořní tematikou Lodivod (The Pilot) opět vytěžený z bojů o americkou nezávislost. Romantický příběh líčí osudy odvážného lodivoda řídícího noční vylodění amerických povstalců na skalnatém pobřeží Britských ostrovů.
Po dnes již téměř zapomenutém románu Lionel Lincoln (1825) (opět z bojů o americkou nezávislost) vydal roku 1826 své nejslavnější dílo, román Poslední Mohykán (The Last of the Mohicans), dějově druhou část románové pentalogie Příběhy Kožené punčochy.
Za svého pobytu v Paříži napsal další dvě knihy. Jednak to byla dějově závěrečná pátá část Příběhů Kožené punčochy, román Prérie ((1827, The Prairie ), dále dobrodružný román Rudý pirát (1827, The Red Rover), odehrávající se opět v době, kdy se rozhodovalo o nezávislosti Spojených států.
Méně známá je jeho trilogie romantických historických románů, odehrávajících se v Itálii v Benátkách, v Německu a ve Švýcarsku Vrah (1831, The Bravo), Pohanská zeď aneb Benediktíni (1832, Heidenmauer, or The Benedicitines) a Kat (1833, The Headsman), ve které na obrazu nelítostné oligarchie odhaluje úpadek feudalismu.
Ve čtyřicátých letech nejprve dokončil svou pentalogii Příběhy Kožené punčochy jejím třetím a prvním dílem, romány Stopař (1840, The Pathfinder) a Lovec jelenů (1841, The Deerslayer) a napsal trilogii Rukopisy rodiny Littlepageovy (Littlepage Manuscripts), skládající se z románů Satanův prst (1845, Satanstoe), Nosič řetězů (1845, The Chainbearer) a Rudoši (1846, The Redskins) líčící boje amerických nájemních farmářů proti v podstatě feudálnímu vlastnictví půdy. Rovněž pokračoval v tvorbě námořních příběhů, např. romány Dva admirálové (1842, The Two Admirals), Na vodě a na souši (1844, Afloat and Ashore) a Mořský lev (1849, The Sea Lions).
Kromě románů napsal Cooper například Dějiny válečného námořnictva Spojených států (1829, A History of the Navy of the United States), dílo Americký demokrat (1835, The American Democrat), ve kterém vyjádřil své politické názory a sociální vize, Dějiny Cooperstownu (1838, The Chronicles of Cooperstown) a Životy vynikajících důstojníků amerického válečného námořnictva (1846, Lives of Distinguished American Naval Officers).
Odklonem od tradiční tematiky, diktované evropskou literaturou, k typicky americkým námětům, pomáhal položit základy americké národní kultury. V jeho romanticky laděných příbězích se mu skvěle podařilo skloubit dobrodružství s historickou realitou a poprvé se v nich také setkáme s realistickým popisem americké krajiny a s vylíčením problematiky indiánů. Stvořením postavy zálesáka Nattyho Bumppa, zvaného podle jelenicových kamaší Kožená punčocha se jako jeden z prvních amerických spisovatelů pokusil o vytvoření národního hrdinského mýtu, jehož existence sehrála důležitou roli při konstituování národa.